# Mariia Vetrova
Mariia Fedosiivna Vetrova (en ucraniano: Марія Федосіївна Вєтрова; 3 de enero de 1870 - 24 de febrero de 1897) fue una profesora y revolucionaria ucraniana. Tras trabajar como profesora en diferentes partes de Ucrania y unirse brevemente a una compañía teatral, se unió a un círculo socialista en Azov y se convirtió en devota de las obras de León Tolstoi. Continuó sus estudios en San Petersburgo, pero fue animada a convertirse en revolucionaria tras conocer al propio Tolstoi. Fue detenida por sus actividades editoriales contra el zarismo y murió autoinmolada en la Fortaleza de San Pedro y San Pablo. Su muerte se convirtió en un grito de guerra para el surgimiento de un movimiento estudiantil anti-tsarista, inspirando dedicatorias de Tolstoi y Máximo Gorki, el último de los cuales escribió "La canción del petrel tempestuoso" como resultado.

## Biografía
Mariia Fedosiivna Vetrova nació el 3 de enero de 1870, en Solonivka, en la Gobernación de Chernígov del Imperio ruso (actual Óblast de Chernígov, Ucrania).  Hija ilegítima de una  cosaca,  Oleksandra Vetrova, y un notario local, fue criada como huérfana por una campesina a la que llamaba su "abuela". En 1888, se graduó como maestra en la universidad, y comenzó a enseñar en una escuela rural de Liúbech.
Su escaso sueldo de maestra no le alcanzaba para vivir y se sintió sola en la pequeña aldea rural. En abril de 1889, se unió a la compañía de actores ucranianos de Mykola Karpovych Sadovskyi, (en  ucraniano Садовський Микола Карпови). Viajaron por toda Ucrania, actuando en pequeños teatros con vestuario y decorados básicos. Pero cuando fue a dar su primera actuación, tuvo miedo escénico y abandonó la compañía de teatro.
Se trasladó a Azov para reanudar su trabajo como profesora. Allí se unió al círculo socialista local y se hizo muy amiga de Antip Kulakov, (en ruso Кулаков, Антип Александрович), un Narodnik de Taganrog. Se convirtió en una ávida lectora y le inspiró especialmente el artículo de León Tolstoi "¿Qué es la felicidad?". Con el paso de los años, se sintió cada vez más impulsada a continuar sus estudios. En 1894, abandonó Azov y se matriculó en los Cursos Bestuzhev de la Universidad Estatal de San Petersburgo. Pero pronto se sintió decepcionada por sus profesores, cuyas clases le resultaban intelectualmente poco estimulantes. Al año siguiente conoció al propio Tolstoi, que la inspiró para convertirse en revolucionaria. Entonces empezó a enseñar lengua rusa y aritmética en una escuela dominical de trabajadores, en la Fábrica Estatal de Obukhov.
El 24 de junio de 1897, las autoridades zaristas llevaron a cabo detenciones masivas de personas en San Petersburgo sospechosas de estar implicadas en una operación de impresión de Narodnik. Vetrova conocía a algunos de los detenidos. El 2 de enero de 1897 (22 de diciembre de 1896), fue detenida por posesión de propaganda antigubernamental y también sospechosa de participar en la operación de impresión revolucionaria. Fue encarcelada en la  Fortaleza de San Pedro y San Pablo, donde se se autoinmoló el 20 de febrero de 1897 (8 de febrero en O.S.) y murió quemada el 24 de febrero de 1897 (12 de febrero en O.S.). Las autoridades carcelarias intentaron encubrir su suicidio, y fue enterrada en secreto en el  el Cementerio de la Transfiguración, San Petersburgo. 

## Legado
La noticia de su muerte se filtró al mes siguiente, provocando protestas estudiantiles en San Petersburgo, Moscú y Kiev. El 4 de marzo de 1897, cinco mil personas se reunieron en la Catedral de Kazán de San Petersburgo para presentar sus respetos a Vetrova, pero el servicio conmemorativo fue prohibido y 850 manifestantes fueron arrestados. Entre los asistentes se encontraban Nikolái Bekétov, Nikolai Kareev, Vladimir Lamansky, Sergey Platonov y Nestor Kotlyarevsky. Stanislav Strumilin recordaba ese día como su "bautismo de fuego" y el inicio de un periodo de activismo público sostenido contra la autocracia zarista. La catedral de Kazán se convirtió en el centro de otras manifestaciones estudiantiles, y las reflexiones de Máximo Gorki sobre una manifestación en 1901 se convirtieron en el himno revolucionario "La canción del petrel tempestuoso".
Vetrova fue declarada mártir revolucionaria por Mykola Voronyi y Borys Hrinchenko, mientras que organizaciones revolucionarias clandestinas emitieron proclamas en su nombre. El propio León Tolstoi también rindió homenaje a su memoria.

### Lectura adicional en ruso
- Homo [ Вороний М.] Маруся Вітрова. "Житє і слово", 1897, кн. 2
- В. Бахирев (псевд. В. Махновца). Как держать себя на допросах. — август 1900.
- Могилянский М. В девяностые годы // Былое. — 1924. — No. 24.
- Памяти Марьи Федосьевны Ветровой. Б/м, 1898; Ростов Н. Самоубийство М.Ф.Ветровой и студенческие беспорядки 1897 г. "Каторга и ссылка", 1926, No. 2
- Самоубийство М. Ф. Ветровой и студенческие беспорядки // Каторга и ссылка. — 1926. — No. 2.
- Куделли П. Ф. Народовольцы на перепутье. — Л., 1926.
- Ростов Н. Драма в Бастионе. — М.: Библиотека «Огонёк» No. 27 (752), сентябрь 1933.
- Чала Л. Не даремно! "Вітчизна", 1964, No. 8.
- Ветрова Мария Федосеевна // Большая советская энциклопедия : [в 30 т.] / гл. ред. А. М. Прохоров. — 3-е изд. — М. : Советская энциклопедия, 1969–1978.
- Брайнин И. Б., Шапошников В. Г. Ветровские демонстрации // Вопросы истории. — 1983. — No. 2. — С. 178–181.

- Datos: Q4110066